# Carl Hagens
Carl Hagens, auch Karl Hagens, seit 1910 von Hagens (* 16. Januar 1838 in Großglogau, Schlesien; † 18. September 1924 in Berlin) war ein deutscher Jurist. Von 1890 bis 1910 war er Präsident des Oberlandesgerichts Frankfurt am Main.

## Leben und Beruf
Carl Hagens, Sohn eines Oberappellationsgerichts- und Justizrates, wurde bereits als Dreijähriger zusammen mit seinem drei Jahre älteren Bruder Franz Hagens eingeschult und bestand mit 15 Jahren in Paderborn das Abitur. Die Brüder studierten gemeinsam Rechtswissenschaften in Bonn, Göttingen – wo sie gemeinsam der Burschenschaft Hannovera beitraten – und Berlin. Mit nur 18 Jahren bestand Carl Hagens das Referendarexamen mit der Note „sehr gut“. Als Dreiundzwanzigjähriger legte er, ebenfalls mit der Note „sehr gut“, das zweite juristische Staatsexamen ab.
Nach der üblichen Zeit als Gerichtsassessor im Bezirk des Kammergerichts Berlin wurde er 1867 Stadt- und Kreisrichter am Stadt- und Kreisgericht Magdeburg. Ein Jahr später erfolgte seine Versetzung an das Stadtgericht Berlin, wo er 1874 zum Stadtgerichtsrat ernannt wurde. Als 1875 beim Reichskanzleramt eine Abteilung „Justizwesen“ errichtet wurde, schied Carl Hagens aus dem preußischen Justizdienst aus und wurde unter Ernennung zum Regierungsrat gemäß der damaligen Bezeichnung „ständiger Hülfsarbeiter.“ Damit oblag ihm die Mitwirkung an Entwürfen von Reichsgesetzen auf dem Gebiet des Privatrechts. Diese Aufgabe behielt er, nachdem es ab 1877 ein Reichsjustizamt gab, d. h. ein eigenständiges Reichsjustizministerium, und der Justizbereich aus dem Reichskanzleramt ausgegliedert worden war. Zum Geheimen Oberregierungsrat und vortragenden Rat aufgestiegen, leitete er eine Abteilung. Neben der ministeriellen Begleitung des ersten Entwurfs für ein Bürgerliches Gesetzbuch, der 1888 veröffentlicht wurde, erarbeitete er insbesondere die Grundlagen für die Konkursordnung, die erst 1999 durch die Insolvenzordnung ersetzt wurde, sowie für Teilbereiche des Genossenschafts-, Aktien- und Patentrechts.
1890 wurde Carl Hagens zum Präsidenten des Oberlandesgerichts Frankfurt ernannt. Dank seiner vielfältigen Bemühungen gelang es im räumlich sehr zersplitterten OLG-Bezirk, dass viele Neuerungen in der Organisation des Justizwesens wie beispielsweise die Einführung des Grundbuches, die Errichtung von örtlichen Gerichten sowie die Einrichtung von Jugendgerichten ohne große Schwierigkeiten vonstattengingen. So fand im Januar 1908 in Frankfurt am Main die erste Sitzung eines Jugendgerichts in Deutschland statt.
Vor den Feierlichkeiten zu seinem fünfzigsten Amtsjubiläum bat er alle Gäste, von persönlichen Geschenken abzusehen und dafür einen Geldbetrag zu spenden, der als Grundstock für die noch heute bestehende Dr.-Carl-Hagens-Stiftung dienen sollte, deren Zweck die „Unterstützung mittlerer und unterer Justizbeamter sowie Rechtsanwaltsgehilfen und ihrer Witwen und Waisen im Falle einer besonderen Hilfsbedürftigkeit“ sein sollte.
1907 wurde er Kronsyndikus und zugleich als Mitglied „Allerhöchsten Vertrauens“ in das Preußische Herrenhaus berufen. 1909 wurde ihm der einfache erbliche Adelstitel (von Hagens) verliehen. Zum 1. Dezember 1910 gewährte man ihm die erbetene Entlassung. Er war – wie die Deutsche Juristen-Zeitung 1910, S. 1354 feststellte – nach über vierundfünfzigjähriger Amtstätigkeit noch nicht einmal 73 Jahre alt und dennoch der dienstälteste preußische OLG-Präsident.
Seinen Ruhestand verlebte er in Berlin-Nikolassee. 1913 wurde er Mitglied der Gesetzlosen Gesellschaft zu Berlin, einem 1809 gegründeten, heute noch bestehenden Herrenclub, der sich der Pflege von Tradition, Kultur und Wissenschaft verpflichtet fühlt. Im Preußischen Herrenhaus setzte er sich bald nach Ausbruch des Ersten Weltkrieges für eine gesetzliche Regelung ein, wonach Jurastudenten und Rechtsreferendare, die Kriegsteilnehmer waren, nach Kriegsende eine besonders geförderte und dadurch verkürzte Ausbildung erhalten sollten.
Sein Sohn war Walter von Hagens.

## Ehrungen
- 1879: Dr. h. c. der Juristischen Fakultät der Universität Leipzig
- 1891: Vorsitzender der Juristischen Gesellschaft zu Frankfurt am Main
- 1891: Verleihung des Königliche Kronenordens II. Klasse mit dem Stern
- 1894: Verleihung des Charakters als Wirklicher Geheimer Oberjustizrat mit dem Rang eines Rates erster Klasse
- 1906: Ernennung zum Wirklichen Geheimen Rat mit dem Titel Exzellenz
- Festschrift der Juristischen Gesellschaft zu Frankfurt am Main zur Feier des fünfzigjährigen Amtsjubiläums des Königlichen Oberlandesgerichtspräsidenten Dr. jur. h. c. Carl Hagens, Frankfurt am Main: Verlag der Alfred Neumannschen Buchhandlung, 1906.
- 1909: Verleihung des Königlichen Kronenordens I. Klasse
- 1910: Erhebung in den erblichen preußischen Adelsstand[5]

## Schriften
- Die Gesetze über Abkürzung des Vorbereitungsdienstes in der Justiz und in der Verwaltung für Kriegsteilnehmer. In: Deutsche Juristen-Zeitung. 22. Jahrgang (1917), Nr. 3/4, Sp. 166–170.
- Zur Justizreform. In: Deutsche Juristen-Zeitung. 22. Jahrgang (1917), Nr. 3/4, Sp. 451–457.